# ティム・ホルト
ティム・ホルト（Tim Holt、1919年2月5日 - 1973年2月15日）はアメリカ合衆国の俳優。
第二次世界大戦の前後で活躍した西部劇映画の人気スターである。

## 略歴

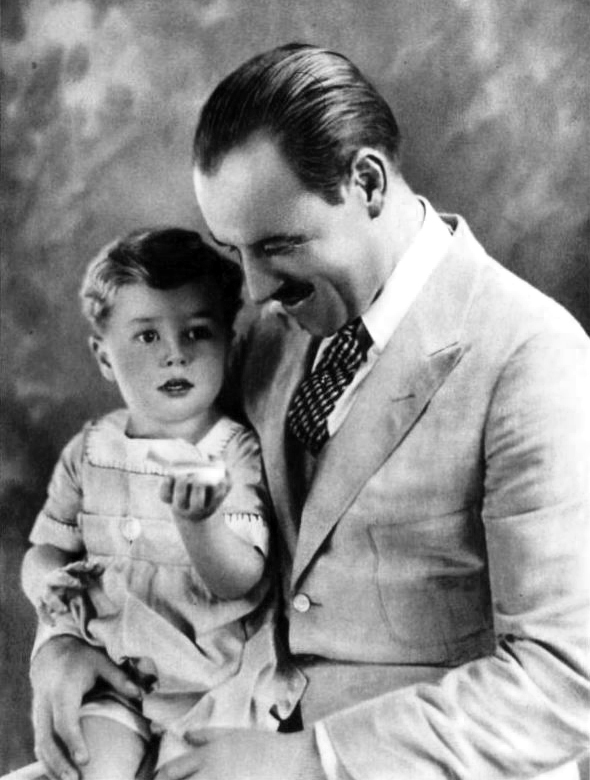
父ジャック・ホルトと（1921年）

1919年にカリフォルニア州ビバリーヒルズでサイレント映画のスターであるジャック・ホルトの息子として生まれ、子役として数本の映画に出演したが、本格的に映画俳優としてのキャリアを始めたのは1935年である。女優のジェニファー・ホルトは妹。
カルヴァー陸軍士官学校で教育を受け、第二次世界大戦にはアメリカ空軍の士官として従軍し、B29の爆撃手として東京を空襲した。
『駅馬車』（1939年）や『偉大なるアンバーソン家の人々』（1942年）、『荒野の決闘』（1946年）、『黄金』（1948年）といった後世に残る作品にも出演しているが、いわゆる「A級映画」の大スターを目指すことはなく、代わりに数多くのB級西部劇映画に主演し、中でも1947年から1952年にかけて数多く制作された、リチャード・マーティン演じるメキシコ系アメリカ人「チト」を相棒とした一連の西部劇シリーズがよく知られており、当時のB級西部劇映画界における最大のスターの1人であった。しかし、テレビの普及に伴う映画館の観客数の減少により、同シリーズの赤字が続いたことから、1952年の『荒野の道』を最後にシリーズが終了し、その後もテレビドラマや映画にいくつか出演しているものの、事実上の引退となる。その後は石油ビジネスを始め、テレビ局やラジオ局の仕事など、様々な仕事をしていたが、この引退後の生活ついて本人は以下のように語っている。
自分で決めて自分のやりたいことができるのは人生で初めてのことなんだよね。何をすべきか、最初は両親に言われて、次にRKOに言われて、それから兵役に行ったらアンクル・サム（米国政府）に言われて。戻ってきてもRKOにまだ言われる。誰かの言いなりにならなかったのは人生で初めてだよ。
1973年に54歳で癌で死去。

## 主な出演作品

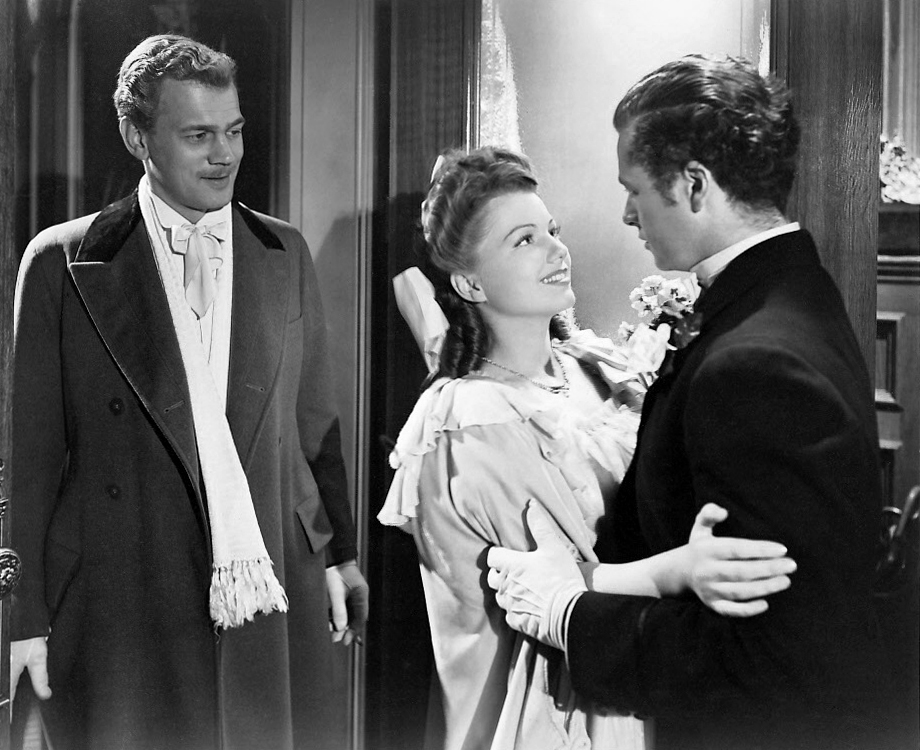
左からジョゼフ・コットン、アン・バクスター、ティム・ホルト
『偉大なるアンバーソン家の人々』（1942年）より

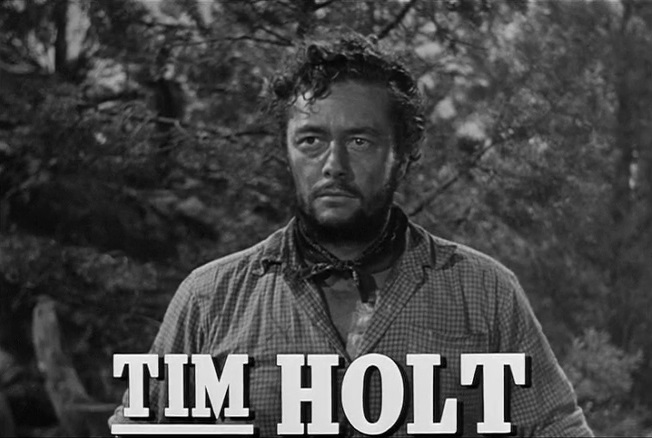
『黄金』（1948年）予告編より

- 歴史は夜作られる History Is Made at Night (1937) ※クレジットなし[4]
- ステラ・ダラス Stella Dallas (1937)
- 再会 I Met My Love Again (1938)
- 駅馬車 Stagecoach (1939)
- 新ロビンソン漂流記 Swiss Family Robinson (1940)
- 裏街 Back Street (1941)
- 偉大なるアンバーソン家の人々 The Magnificent Ambersons (1942)
- ヒットラーズ・チルドレン/恐怖の殺人養成所 Hitler's Children (1943) ※テレビ放映時のタイトルは『十字架の青春』[5]
- 荒野の決闘 My Darling Clementine (1946)
- 黄金 The Treasure of the Sierra Madre (1948)
- 替え玉殺人事件 His Kind of Woman (1951)
- 西部挺身隊 Overland Telegraph (1951)
- 地獄街道 Road Agent (1952)
- 銃弾の町 Target (1952)
- 荒野の道 Desert Passage (1952)
- 大怪獣出現 The Monster That Challenged the World (1957)